# 阿妮塔·阿尔瓦雷斯
阿妮塔·阿尔瓦雷斯（英語：Anita Álvarez，1996年12月2日—），美国女子花样游泳运动员，2019年泛美运动会双人和团体铜牌得主、2023年世界游泳锦标赛团体技巧自选银牌得主。

## 來源
1. ↑  .   [2023-07-17]. （原始内容存档于2023-07-17）.